# Heinrich Rixner
Heinrich Rixner, né le 8 juin 1634 à Helmstedt et mort le 16 décembre 1692 à Halberstadt, est un théologien protestant allemand.

## Biographie
Heinrich Rixner est le fils du bourgmestre de Helmstedt, Jeremias Rixner (1599-1657) et de sa femme Gertrude Ernst (1605-1678), fille du bourgmestre de Helmstedt Heinrich Ernst et de sa femme Walpurgis Gärtner ; il fait partie d'une vieille famille de conseillers, qui avait ses racines à Magdebourg et Helmstedt. Il fréquente l'école de la ville de sa ville natale, tout en ayant des précepteurs ; en 1652, il fréquente l'école de l'abbaye d'Ilefeld et le 25 mai 1653, il entre à l'université d'Iéna pour étudier la philosophie et la théologie.
Il assiste aux cours de Johannes Major, Johannes Musaeus et Christian Chemnitz à la faculté de théologie et à ceux de Daniel Stahl, Johann Zeisold, Johann Frischmuth et Paul Slevogt à la faculté de philosophie. Il acquiert de nombreuses connaissances, notamment dans le domaine de la métaphysique, soutenant dans ce domaine plusieurs disputationes universitaires. Le 27 mars 1655, il est reçu maître de philosophie. En 1656, il se rend dans les universités de Leipzig et de Wittenberg, puis retourne à Helmstedt.
Il donne des conférences privées, devient professeur agrégé le 24 mai 1661, puis professeur titulaire de métaphysique le 15 juin 1663 à l'université de Helmstedt ; il est titulaire de la chaire de physique le 11 mai 1664. En 1670, il devient professeur agrégé de théologie et, après avoir obtenu son doctorat en théologie le 14 janvier 1673, il est promu professeur titulaire. Le 11 juin 1679, il devient pasteur surintendant à Halberstadt, desservant l'église Saint-Martin (de). Le 21 mai 1683, il devient conseiller consistorial et surintendant général de la principauté d'Halberstadt et des comtés associés de Hohnstein et Reinstein.
Son ouvrage De veterum Christianorum circa S. Eucharistiam institutis ac ritibus liber, paru en 1671, est mis à l'Index librorum prohibitorum le 29 août 1690.

## Vie privée
Le 31 juillet 1665, Rixner épouse Anna Margarethe, la fille du lieutenant-colonel royal suédois Hans Schäfer, dans la cathédrale de Halberstadt. Le couple a deux fils et deux filles, qui meurent tous dans leur première année.

## Ouvrages publiés
- (la) De veterum Christianorum circa eucharistiam institutis ac ritibus liber, Helmstedt, Henning Müller, 1671, 172 p. (lire en ligne).
- (la) De Laica et peregrina priscae et primitivae Ecclesiae communione liber ... de communione praesanctificatorum discursus, Helmstedt, Henning Müller, 1671, 92 p.
- (la) Instructionum theologiae moralis libri duo cum dissertatione de rationis in voluntatem et appetitum sensitivum imperio et oratione de intestinis ecclesiae christianae dissidiis, Francfort, Christian Gensch, 1690, 568 p.
- (la) Usus metaphysicae Rixnerianus seu ... Tractatus quo principiorum primae philosophiae in controversiis ac dogmatibus theologicis usus et abusus succincte ostenditur, Helmstedt, georg Wolfgand Hamm, 1694 (lire en ligne).